# Cashmere (studiogroep)
Cashmere was een studiogroep met Peter Hollestelle en Jody Pijper.
Eind jaren zeventig ontmoetten Jody Pijper en Peter Hollestelle (broer van Conny Vandenbos) elkaar tijdens sessies in café Barbaars in Voorburg. Nadat Pijper op de elpee van Hollestelle de achtergrondzang verzorgd had, ontstond een band van allerlei studiomuzikanten, genaamd The Hacheeband. Daaruit ontstond weer een andere band: Cashmere. De groep scoorde één hit, "Love's what I want" (1979) en maakte nog wat minder succesrijke singles. De drummer van de band, Shell Schellekens (tevens producer van Golden Earring), produceerde een elpee (1980). Verdere leden waren Rudy Demmeni, Pim Roos en Beau Wassenbergh. De band viel in 1979 al uit elkaar. Cashmere werd later nog het duo "Peter and Jody".
In 1982 kwam het definitieve einde.

## NPO Radio 2 Top 2000
Van Cashmere stond alleen Love's what I want in 2000 in de NPO Radio 2 Top 2000, op plek 1849.